# Premi Lumière 2000
La cerimonia di premiazione della 5ª edizione dei Premi Lumière si è svolta il 29 gennaio 2000 ed è stata presieduta da Claudia Cardinale.
A partire da questa edizione sono state introdotte due nuove categorie: migliore promessa femminile (meilleur espoir féminin) e migliore promessa maschile (meilleur espoir masculin).

## Vincitori
- Miglior film: Giovanna d'Arco (Jeanne d'Arc), regia di Luc Besson
- Miglior regista: Luc Besson - Giovanna d'Arco (Jeanne d'Arc)
- Miglior attrice: Karin Viard - Haut les coeurs!
- Miglior attore: Philippe Torreton - Ricomincia da oggi (Ça commence aujourd'hui)
- Migliore sceneggiatura: Danièle Thompson e Christopher Thompson - Pranzo di Natale (La bûche)
- Migliore promessa femminile: Audrey Tautou - Sciampiste & Co. (Vénus beauté (Institut))
- Migliore promessa maschile: Romain Duris - Peut-être
- Miglior film straniero: Tutto su mia madre (Todo sobre mi madre), regia di Pedro Almodóvar